# The Delicious Little Devil
The Delicious Little Devil é um filme mudo do gênero comédia dramática produzido nos Estados Unidos e lançado em 1919.